# Gemeinderats- und Bürgermeisterwahlen in Tirol 2016
Die Gemeinderats- und Bürgermeisterwahlen in Tirol 2016 (ohne Innsbruck) fanden am 28. Februar 2016 statt. In 23 Gemeinden gab es am 13. März 2016 Stichwahlen für das Bürgermeisteramt.

## Ausgangslage
Nach der Wahl 2010 stellte die ÖVP 236 Bürgermeister, 26 wurden von der SPÖ sowie einer von der FPÖ gestellt. Bei den restlichen Amtsinhabern handelte es sich um unabhängige Politiker (413).
Zu wählen waren 3698 Gemeinderäte. Dies waren 22 mehr als bei der letzten Wahl 2010.

## Wahlrecht
Die Gemeinderatswahl 2016 wurde nach dem „Gesetz vom 7. Juli 1994, mit dem die Wahl der Organe der Gemeinde geregelt wird (Tiroler Gemeindewahlordnung 1994 - TGWO 1994)“ durchgeführt.

## Wahlgang und Fristen
Die Ausschreibung der Wahl erfolgte am 25. November 2015 durch Kundmachung im Landesgesetzblatt. Unmittelbar danach wurde am selben Tag die Wahl in den Gemeinden kundgemacht.

## Ergebnisse
Von den 489.720 Wahlberechtigten gaben 349.772 ihre Stimme ab. Dies ergibt eine Wahlbeteiligung von 71,42 %. Hiervon wählten 96,09 %  gültig; 3,91 % der abgegebenen Stimmen wurden als ungültig gewertet.
Insgesamt wurden sechs Bürgermeister abgewählt und zwar in Thaur, Unterperfuss, Birgitz, Obernberg, Zirl und Längenfeld. Tirol zählte nach der Wahl 13 Bürgermeisterinnen; auch die Landeshauptstadt Innsbruck hat seit 2012 eine Bürgermeisterin. Bisher waren es nur elf Frauen. Unter den insgesamt 543 Bürgermeisterkandidaten des Jahres 2016 waren 46 Frauen.
ÖVP-Chef Günther Platter zeigte sich über das Ergebnis hocherfreut: „Die Tiroler Volkspartei ist und bleibt die Bürgermeister- und Gemeinderatspartei Tirols. Obwohl deutlich mehr Listen von Grünen und FPÖ angetreten sind, haben die Bürgermeister und Listen der Tiroler VP ihr Niveau der letzten Wahl klar halten können.“

## Besonderheiten
- In Gramais, einwohnermäßig die kleinste Gemeinde Tirols, konnte 2016 keine Liste gebildet werden, somit wurde mit der Gemeindevertretung und dem Bürgermeister der letzten Wahl fortgesetzt.[6]